# Mary de Cork
Mary de Cork est un court roman de l'écrivain français Joseph Kessel, publié en 1925 par Gallimard.

## Adaptation
- L'adaptation téléfilm de 1967 mettait en vedette Alain Bouvette et Pascal Bressy et était réalisée par Maurice Cazeneuve.
- L'adaptation téléfilm de 1989 mettait en vedette Valérie Mairesse et Bernard-Pierre Donnadieu et était réalisée par Robin Davis